# Vincendo
Vincendo est un lieu-dit du sud de La Réunion, qui fait partie de la commune de Saint-Joseph.

## Géographie
Vincendo compte aujourd'hui près de 5 000 habitants[réf. nécessaire]. Il est situé entre le quartier de Langevin (commune de Saint-Joseph) à l'ouest, et de Basse-Vallée (commune de Saint-Philippe) à l'Est.
Il s'étale sur quelques kilomètres sur le littoral, et culmine à environ 1 000 mètres d'altitude sur les pentes du massif du volcan (villages de La Crête).

## Histoire
La région du Sud sauvage de l'île, comprise entre Saint-Joseph et Saint-Philippe a longtemps été difficile d'accès depuis le reste de l'île. Vers le milieu du XVIIIe siècle, les gens commencèrent à s'y installer et à cultiver les terres. François Vincendo fut celui d'entre eux qui s'y installa le plus au sud, et il donna son nom à sa terre, aujourd'hui un des quartiers de la ville.
Ses principaux quartiers sont: La Crête, le Plateau, Jacques Payet, Matouta, Girofle, Parc à Moutons et La Ligne.

## Infrastructures
On y trouve:
- Le lycée d'enseignement général et technologique de Vincendo, ouvert en 1999, environ 550 élèves.
- Le collège de La Marine Vincendo, ouvert en 1992.
- Plusieurs écoles primaires
- Plusieurs écoles maternelles
- Une bibliothèque

## Économie
Vincendo est un quartier agricole, où l’on cultive notamment la canne à sucre, le gingembre et le palmiste. De nombreuses activités traditionnelles y sont encore pratiquées, telles la broderie, la vannerie, la pêche...
Chaque année en décembre, est organisée la fête du Gingembre, qui attire de nombreux amateurs et visiteurs.

## Tourisme
Vincendo, à 5 kilomètres au sud de Saint-Joseph, sur la RN2, est un village côtier du grand « Sud sauvage ». Les habitants ont gardé leur culture d’antan. Dans ce climat particulier, on rencontre plusieurs types d’arbres fruitiers des régions tropicales humides et chaudes, du fruit-à-pain au jamalac, en passant par le mambolo (Dispyros philippunes), le cacaotier, la sapote ou la sapotille. Enfin, la Marine de Vincendo est une des plages les plus originales de l’île. Le littoral est bordé de vacoas et les vagues se déchaînent sur la côte basaltique. À certaines périodes de l’année, une plage de sable noir se forme dans la baie.
Vincendo propose un certain nombre de restaurants, de tables d’hôtes et de fermes auberges :
•	Le Tagine
•	Bella Atina
•	Turpin Elvina
•	La ferme Auberge des Prairies
•	Le Rougail Mangue
•	La Table des Randonneurs
•	La Médina du Sud
Vincendo compte de nombreux sites faisant partie de la forêt de bois de couleur des Bas telle que la forêt de Matouta. Mise à part la plage saisonnière de la marine, Vincendo présente d’autres activités touristiques comme la randonnée, de la marine Vincendo en passant par le cap Jaune jusqu’à la marine Langevin.
L’affluence touristique, particulièrement celle des non-insulaires, a diminué au niveau de l’hébergement ce qui n'est pas le cas de la restauration bien que la clientèle soit majoritairement locale.

## Projets
- Marine de Vincendo : sur cette grande plage de sable noir visible durant la saison cyclonique, abritée par de nombreux vacoas, l'un des derniers sites du littoral encore naturel, il était projeté de construire un port, afin de relancer la pêche dans le secteur. Les pêcheurs locaux se rabattent sur la Marine de Langevin s'ils veulent pêcher au large.

## Associations
On y trouve : 
- Jeux du Monde: Installée depuis 2009 à Vincendo, l'association anime des événements ludiques et culturels. Depuis 2014, l'association participe activement à l'Animation Vie Sociale sur le secteur.